# 2012年羅傑·費德勒網球賽季
2012年，澳網進入四強後，以盤數7–65、 2–6 、6–75、4–6負於納達爾，連續兩年四強出局，在馬德里大師賽後，排名升至世界第二，但在羅馬大師賽後，又回到世界第三。在法網，費德勒半決賽4–6、 5–7 、3–6不敵排名世界第一的喬科維奇。在溫布頓創歷史地八次進入決賽，對陣英國選手穆雷，費德勒先輸一盤，隨後倒追三盤逆轉對手，以4-6、7-5、6-3、6-4四盤贏得比賽，第七次奪得溫布頓冠軍，追平桑普拉斯的七次奪冠紀錄。此外，費德勒積分以75分微弱差距超越衛冕失敗的喬科維奇，在決賽后的星期一第三次登頂世界排名第一，將其排名第一總週數超越桑普拉斯的286週的記錄。同時，費德勒還刷新了自己保持的最高大滿貫冠軍數目到17個。此次奪冠也讓費德勒成爲繼阿加西后又一名30歲后奪得大滿貫的選手，以及除康納斯外奪得超過一個「爸爸級滿貫」的球員。緊接參加2012倫敦奧運，夥拍華連卡出戰雙打，但第二輪落敗而未能衛冕，單打方面則打進決賽，以2-6、1-6、 4-6敗於安迪·梅利而取得銀牌。之後美網系列賽開打，但奧運會後費德勒需要休息退出了羅傑斯盃，但之後立即於辛辛那提大師賽復出並在決賽中兩盤擊敗德約科維奇（第一盤一局未失）捧得冠軍。來到美網，費德勒進入八強遭遇伯蒂奇，雖然與第三盤扳回一城仍4盤不敵對手，9年來首次無緣美網4強。年終賽則晉身決賽，以66-7、5-7不敵喬科維奇。戴維斯盃瑞士隊憑藉他的兩場單打勝利客場戰勝荷蘭隊順利保組。費德勒本年度共奪得6座ATP單打冠軍，一座大滿貫（溫布頓），三座1000賽（印第安維爾斯、馬德里以及辛辛那提），兩座500賽冠軍（鹿特丹、杜拜）。

## 年度詳述

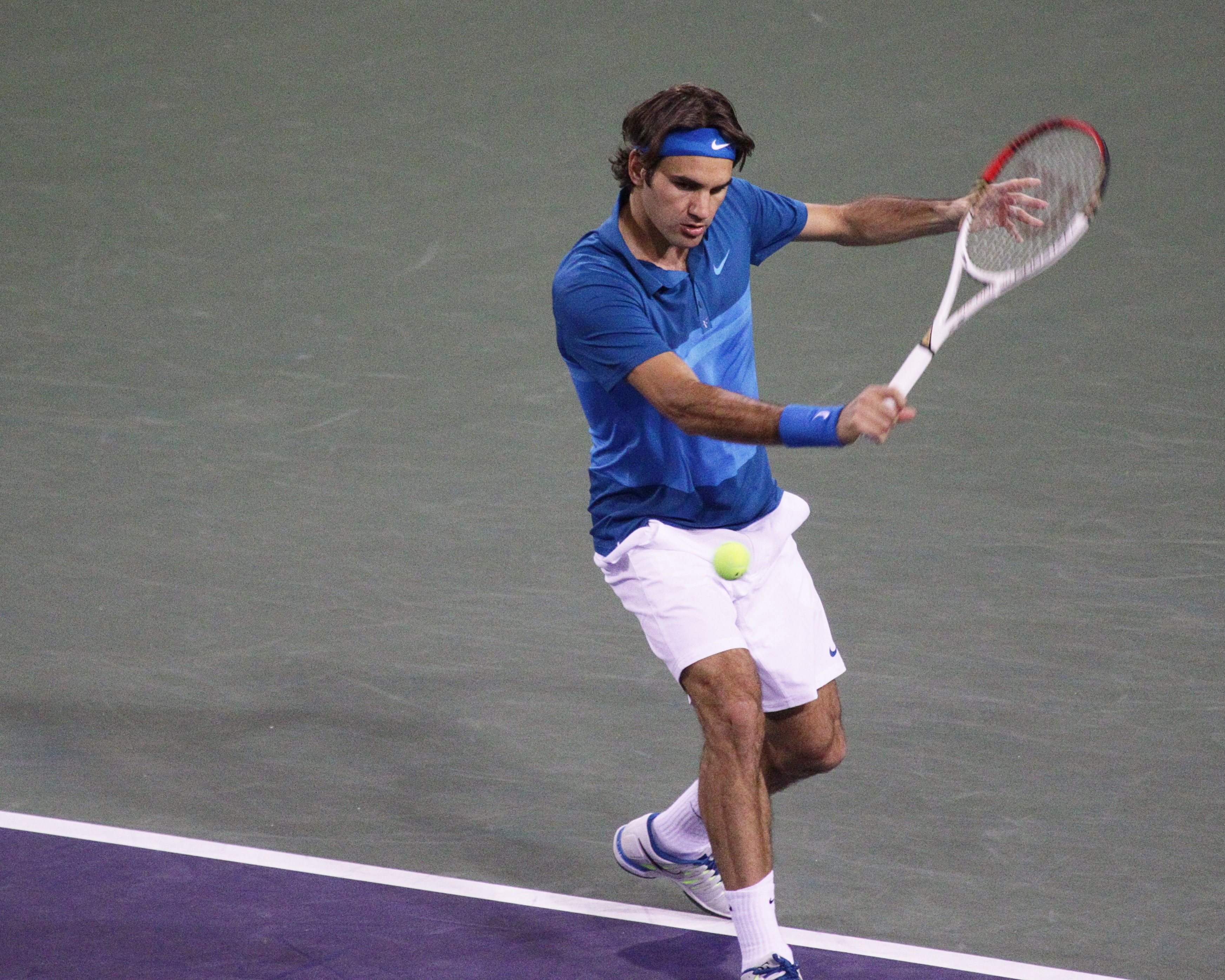
費達拿在2012年印第安韋爾斯公開賽

### 春季硬地賽季與澳網
費達拿以卡達公開賽作為開季首場賽事，結果在四強賽前因傷退出﹔緊接着的澳洲網球公開賽，八強戰勝德爾波特羅為其職業生涯第一千場比賽，四強前不失一盤晉級的費達拿，竟就在四強以盤數1-3不敵宿敵納達爾。但過後費達拿則連奪三座硬地賽冠軍，職業生涯第二次在鹿特丹、第五次在杜拜和第四次在印第安韋爾斯奪冠，分別再次擊敗德爾波特羅、梅利與伊斯內爾﹔其中在印第安韋爾斯賽四強以兩盤擊敗拿度復仇成功。但在邁阿密站則在第三圈被安迪·羅迪克擊敗，這亦是他們職業生涯最後一次交手，後者於該年美網後退休。

### 紅土賽季與法網
費達拿沒有參加本季的蒙地卡羅大師賽。該年的馬德里大師賽在頗具爭議的情況下在藍土作賽，部分選手在賽前曾投訴場地太滑，容易受傷，而他的宿敵拿度和祖高域更揚言如果明年馬德里站不轉回場地質料至紅土的話會罷賽，費達拿卻能放下爭議，專心作賽，並一路過關殺敵，最終在決賽先丟一盤下反勝貝迪治，奪得本季第四座冠軍，他亦是目前網球史上唯一一位在藍土比賽奪冠的球員，同時他的世界排名重返第二。羅馬站方面，費達拿戰至四強被祖高域淘汰，由於拿度成為冠軍，所以賽後費達拿的世界排名又跌回第三。而法國網球公開賽，八強再次遇上德爾波特羅，結果費達拿驚險地以盤數3-2勝出晉級四強，但再次被祖高域淘汰。

### 草地賽季、溫布頓與奧運

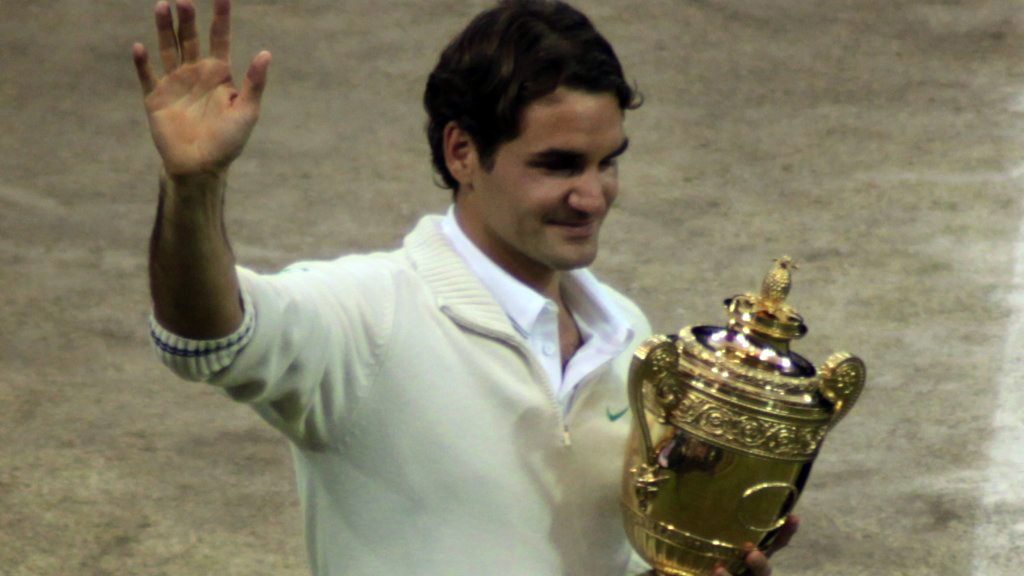
費達拿在2012年溫布頓網球錦標賽奪冠

費達拿在德國哈雷展開短暫的草地賽季，順理成章晉身決賽，但爆冷不敵東道主老將哈斯，然而這祗不過是他王者歸來的序幕。溫布頓網球錦標賽，費達拿在第三圈陷於苦戰，經過五盤大戰後終戰勝法國人貝內托，職業生涯第八次在落後兩盤的情況下反勝﹔第四圈對馬利斯則是他職業生涯第850場勝仗﹔四強對戰祖高域，以盤數3-1勝出，破紀錄第八次晉級溫布頓決賽，在奪冠即重返世界第一的情況下，費達拿先輸一盤，後連追三盤反勝梅利，在球星碧咸和維多利亞夫婦，以及一眾皇室成員的見證下，追平名宿森柏斯的紀錄，第七次奪得溫布頓男單冠軍，將自己保持的奪得大滿貫冠軍最多紀錄增至17座，同時世界排名亦重返第一，並確定打破森柏斯的男單世界第一總週數紀錄。

重登顛峰後，費達拿踏上奧運路，挑戰自己從未奪得的奧運男單金牌，其中第二圈再度遇上貝內托，不過這次費達拿直落兩盤勝出﹔直至四強再度與德爾波特羅交手，這次雙方今季第六次交手，兩人各贏一盤後，在第三盤爭持不下，互相保發，雖然途中出現破發機會，但雙方均未能把握，直至第35局，費達拿打破德爾波特羅的發球局後成功保發，最終以19-17贏下第三盤的勝利，晉身決賽﹔這場比賽耗時4小時26分鐘，為網球史上耗時最長的三盤比賽，超越拿度和祖高域在2009年馬德里大師賽四強創下的4小時3分鐘的紀錄，體力消耗大令他在決賽遭東道主球手梅利橫掃擊敗﹔而男雙方面，費達拿夥拍瓦夫林卡，在第二圈敗給以色列組合衛冕失敗。

### 夏季硬地賽季與美網
奧運後，費達拿退出了加拿大大師賽，以爭取更多的休息時間，其後在辛辛那堤大師賽復出，並在決賽擊敗祖高域奪冠，首盤更壓倒性連贏六局，用時20分鐘，以6-0先拔頭籌，第二盤打至決勝局勝出﹔職業生涯第五次奪得辛辛那堤站冠軍。美網，費達拿戰至八強時被貝爾迪赫擊敗，終結他連續八年晉級四強的紀錄。

### 秋季硬地賽季與年終賽

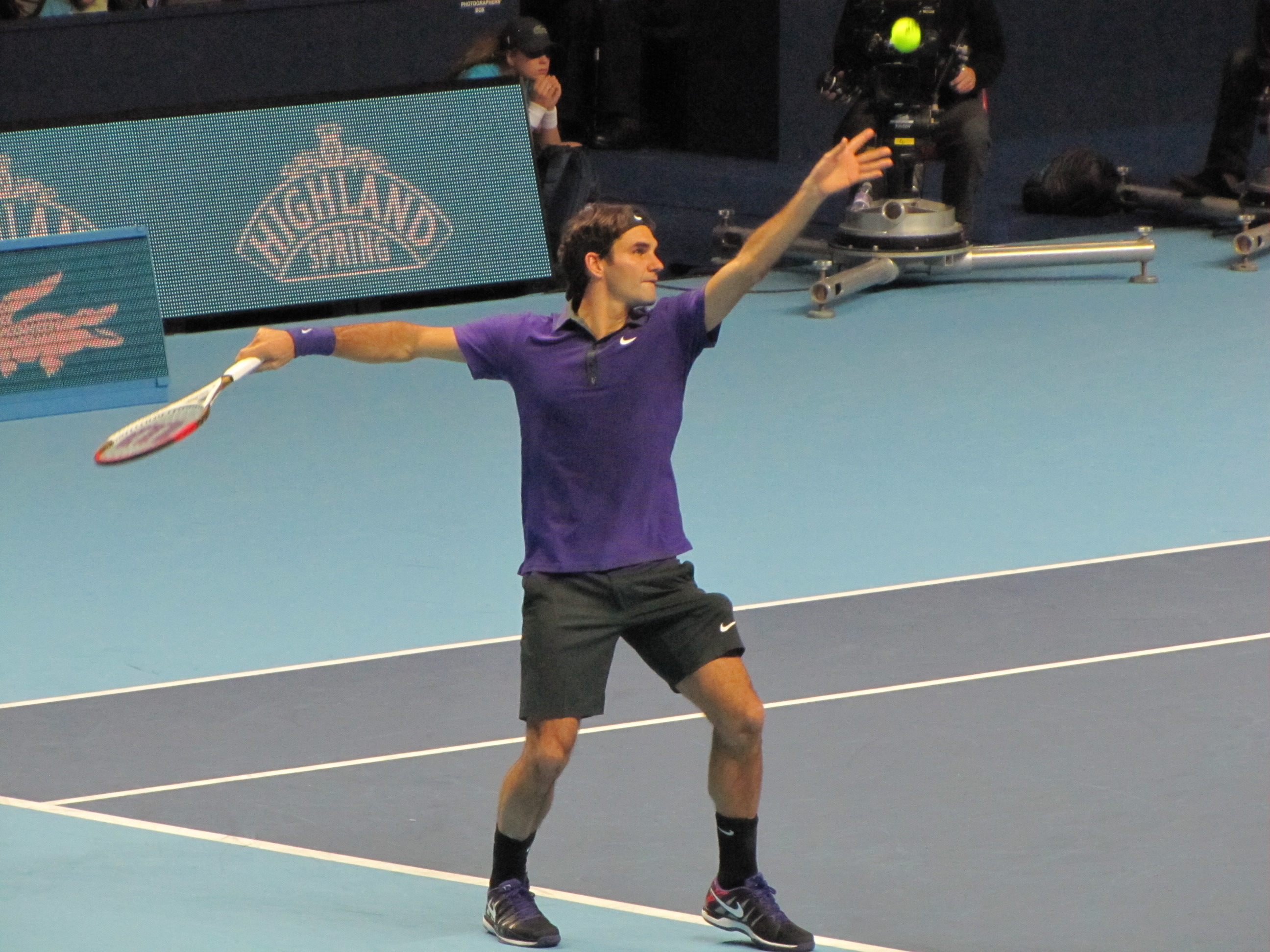
費達拿在2012年年終賽

上海大師賽舉行期間，費達拿的世界排名第一總周數達至300周，為男子網壇史上第一人，然而他在四強敗給剛奪得美網冠軍的梅利。接着的家鄉賽事巴塞爾室內賽，對戰馬蒂厄的四強取勝後，費達拿職業生涯累積至875場勝仗，追平名宿麥根萊的紀錄，但他在決賽敗給德爾波特羅，後者奪得今季七次交手的首場勝仗。之後退出巴黎大師賽直接令他將世界和年終第一拱手相讓予祖高域（世界第一總周數停留在302週）。最後一項賽事的年終賽，費達拿在小組賽以兩勝一負戰績晉身四強，面對英國選手梅利直落兩盤勝出，決賽於首盤錯失盤未點的情況下，以盤數0-2不敵祖高域，亦令他無緣年終賽三連霸和追平麥根萊的職業生涯77座冠軍的紀錄。

### 台維斯盃
二月舉行的台維斯盃世界組首圈賽事，費達拿於單打爆冷敗給美國大炮伊斯內爾，之後九月舉行的世界組附加賽，費達拿在贏下兩場單打的情況下，以場數3-2險勝荷蘭，成功護級。

## 所有賽事
指引：
| W | F | SF | QF | #R | RR | LQ (Q#) | A | P | Z# | PO | SF-B | F-S | G | NMS | NH | NQ |

W：冠軍；F：亞軍；SF：四強；QF：八強；#R：前四輪；RR：小組賽；LQ：止步資格賽；A：缺席；P：比赛延期；Z#：戴维斯杯/联合会杯组别赛（#表示级别）；PO：參與戴維斯盃/联合会杯附加赛；SF-B：奧運會銅牌；F-S：奧運會銀牌；G：奧運會金牌；NMS：非ATP1000大師賽系列；NH：該賽事本年度未舉行；NQ：未入圍。

### 單打
| 賽事 | 賽數 | 輪數   | 對手及其排名                 | 結果     | 比分                              |      |
| 卡達公開賽 卡塔爾, 多哈 ATP世界巡迴賽250賽 室外硬地 2012年1月2日至1月7日                                | 994  | 首圈   | 尼古莱·达维登科 / #41        | 勝       | 6–2, 6–2                          |      |
| 卡達公開賽 卡塔爾, 多哈 ATP世界巡迴賽250賽 室外硬地 2012年1月2日至1月7日                                | 995  | 第二圈 | 格雷加·澤姆賈 / #116         | 勝       | 6–2, 6–3                          |      |
| 卡達公開賽 卡塔爾, 多哈 ATP世界巡迴賽250賽 室外硬地 2012年1月2日至1月7日                                | 996  | 八強   | 安德烈亞斯·塞皮 / #38        | 勝       | 6–3, 5–7, 6–4                     |      |
| 卡達公開賽 卡塔爾, 多哈 ATP世界巡迴賽250賽 室外硬地 2012年1月2日至1月7日                                | –    | 四強   | 若-威尔弗里德·特松加 / #6    | 退出     | 不適用                            |      |
| 澳洲網球公開賽 澳洲, 墨爾本 大滿貫 室外硬地 2012年1月16日至1月29日                                      | 997  | 首圈   | 亞歷山大·古德亞夫謝夫 / #172 | 勝       | 7–5, 6–2, 6–2                     |      |
| 澳洲網球公開賽 澳洲, 墨爾本 大滿貫 室外硬地 2012年1月16日至1月29日                                      | –    | 第二圈 | 安德烈亞斯·貝克 / #93        | 不戰而勝 | 不適用                            |      |
| 澳洲網球公開賽 澳洲, 墨爾本 大滿貫 室外硬地 2012年1月16日至1月29日                                      | 998  | 第三圈 | 伊沃·卡洛維奇 / #57          | 勝       | 7–6(8–6), 7–5, 6–3                |      |
| 澳洲網球公開賽 澳洲, 墨爾本 大滿貫 室外硬地 2012年1月16日至1月29日                                      | 999  | 十六強 | 伯納德·托米奇 / #38          | 勝       | 6–4, 6–2, 6–2                     |      |
| 澳洲網球公開賽 澳洲, 墨爾本 大滿貫 室外硬地 2012年1月16日至1月29日                                      | 1000 | 八強   | 胡安·馬丁·德爾波特羅 / #11   | 勝       | 6–4, 6–3, 6–2                     |      |
| 澳洲網球公開賽 澳洲, 墨爾本 大滿貫 室外硬地 2012年1月16日至1月29日                                      | 1001 | 四強   | 拉斐爾·拿度 / #2             | 負       | 7–6(7–5), 2–6, 6–7(5–7), 4–6      |      |
| 台維斯盃世界組首圈﹕ · 瑞士 對 美国 · 瑞士, 弗里堡 · 台維斯盃 · 室內泥地 · 2012年2月10日至2月12日       | 1002 | 小組賽 | 約翰·伊斯內爾 / #17          | 負       | 6–4, 3–6, 6–7(4–7), 2–6           |      |
| 荷蘭鹿特丹荷蘭銀行世界賽 荷蘭, 鹿特丹 ATP世界巡迴賽500賽 室內硬地 2012年2月13日至2月19日                | 1003 | 首圈   | 尼古拉·馬俞 / #83            | 勝       | 6–4, 6–4                          |      |
| 荷蘭鹿特丹荷蘭銀行世界賽 荷蘭, 鹿特丹 ATP世界巡迴賽500賽 室內硬地 2012年2月13日至2月19日                | –    | 第二圈 | 米哈伊爾·尤日尼 / #31        | 不戰而勝 | 不適用                            |      |
| 荷蘭鹿特丹荷蘭銀行世界賽 荷蘭, 鹿特丹 ATP世界巡迴賽500賽 室內硬地 2012年2月13日至2月19日                | 1004 | 八強   | 亞爾科·涅米寧 / #46          | 勝       | 7–5, 7–6(7–2)                     |      |
| 荷蘭鹿特丹荷蘭銀行世界賽 荷蘭, 鹿特丹 ATP世界巡迴賽500賽 室內硬地 2012年2月13日至2月19日                | 1005 | 四強   | 尼古莱·达维登科 / #49        | 勝       | 4–6, 6–3, 6–4                     |      |
| 荷蘭鹿特丹荷蘭銀行世界賽 荷蘭, 鹿特丹 ATP世界巡迴賽500賽 室內硬地 2012年2月13日至2月19日                | 1006 | 決賽   | 胡安·馬丁·德爾波特羅 / #10   | 勝(1)    | 6–1, 6–4                          |      |
| 杜拜網球錦標賽 阿聯酋, 杜拜 ATP世界巡迴賽500賽 室外硬地 2012年2月27日至3月3日                           | 1007 | 首圈   | 米卡埃爾·洛德拉 / #40        | 勝       | 6–0, 7–6(8–6)                     |      |
| 杜拜網球錦標賽 阿聯酋, 杜拜 ATP世界巡迴賽500賽 室外硬地 2012年2月27日至3月3日                           | 1008 | 第二圈 | 費利西亞諾·洛佩斯 / #15      | 勝       | 7–5, 6–3                          |      |
| 杜拜網球錦標賽 阿聯酋, 杜拜 ATP世界巡迴賽500賽 室外硬地 2012年2月27日至3月3日                           | 1009 | 八強   | 米哈伊爾·尤日尼 / #34        | 勝       | 6–3, 6–4                          |      |
| 杜拜網球錦標賽 阿聯酋, 杜拜 ATP世界巡迴賽500賽 室外硬地 2012年2月27日至3月3日                           | 1010 | 四強   | 胡安·馬丁·德爾波特羅 / #10   | 勝       | 7–6(7–5), 7–6(8–6)                |      |
| 杜拜網球錦標賽 阿聯酋, 杜拜 ATP世界巡迴賽500賽 室外硬地 2012年2月27日至3月3日                           | 1011 | 決賽   | 安迪·穆雷 / #4               | 勝(2)    | 7–5, 6–4                          |      |
| 印第安維爾斯公開賽 美國, 印第安維爾斯 ATP世界巡迴賽1000大師賽 室外硬地 2012年3月12日至3月18日           | –    | 首圈   | 輪空                         | 輪空     | 輪空                              | 輪空 |
| 印第安維爾斯公開賽 美國, 印第安維爾斯 ATP世界巡迴賽1000大師賽 室外硬地 2012年3月12日至3月18日           | 1012 | 第二圈 | 丹尼斯·庫德拉 / #185         | 勝       | 6–4, 6–1                          |      |
| 印第安維爾斯公開賽 美國, 印第安維爾斯 ATP世界巡迴賽1000大師賽 室外硬地 2012年3月12日至3月18日           | 1013 | 第三圈 | 米洛斯·拉奧歷 / #27          | 勝       | 6–7(4–7), 6–2, 6–4                |      |
| 印第安維爾斯公開賽 美國, 印第安維爾斯 ATP世界巡迴賽1000大師賽 室外硬地 2012年3月12日至3月18日           | 1014 | 第四圈 | 托馬斯·貝魯奇 / #50          | 勝       | 3–6, 6–3, 6–4                     |      |
| 印第安維爾斯公開賽 美國, 印第安維爾斯 ATP世界巡迴賽1000大師賽 室外硬地 2012年3月12日至3月18日           | 1015 | 八強   | 胡安·馬丁·德爾波特羅 / #9    | 勝       | 6–3, 6–2                          |      |
| 印第安維爾斯公開賽 美國, 印第安維爾斯 ATP世界巡迴賽1000大師賽 室外硬地 2012年3月12日至3月18日           | 1016 | 四強   | 拉斐爾·拿度 / #2             | 勝       | 6–3, 6–4                          |      |
| 印第安維爾斯公開賽 美國, 印第安維爾斯 ATP世界巡迴賽1000大師賽 室外硬地 2012年3月12日至3月18日           | 1017 | 決賽   | 約翰·伊斯內爾 / #11          | 勝(3)    | 7–6(9–7), 6–3                     |      |
| 邁阿密大師賽 美國, 邁阿密 ATP世界巡迴賽1000大師賽 室外硬地 2012年3月19日至4月1日                        | –    | 首圈   | 輪空                         | 輪空     | 輪空                              | 輪空 |
| 邁阿密大師賽 美國, 邁阿密 ATP世界巡迴賽1000大師賽 室外硬地 2012年3月19日至4月1日                        | 1018 | 第二圈 | 瑞恩·哈里森 / #73            | 勝       | 6–2, 7–6(7–3)                     |      |
| 邁阿密大師賽 美國, 邁阿密 ATP世界巡迴賽1000大師賽 室外硬地 2012年3月19日至4月1日                        | 1019 | 第三圈 | 安迪·罗迪克 / #34            | 負       | 6–7(4–7), 6–1, 4–6                |      |
| 馬德里大師賽 西班牙, 馬德里 ATP世界巡迴賽1000大師賽 室外泥地 2012年5月7日至5月13日                      | –    | 首圈   | 輪空                         | 輪空     | 輪空                              | 輪空 |
| 馬德里大師賽 西班牙, 馬德里 ATP世界巡迴賽1000大師賽 室外泥地 2012年5月7日至5月13日                      | 1020 | 第二圈 | 米洛斯·拉奧歷 / #23          | 勝       | 4–6, 7–5, 7–6(7–4)                |      |
| 馬德里大師賽 西班牙, 馬德里 ATP世界巡迴賽1000大師賽 室外泥地 2012年5月7日至5月13日                      | 1021 | 第三圈 | 里夏爾·加斯凱 / #18          | 勝       | 6–3, 6–2                          |      |
| 馬德里大師賽 西班牙, 馬德里 ATP世界巡迴賽1000大師賽 室外泥地 2012年5月7日至5月13日                      | 1022 | 八強   | 大卫·费雷尔 / #6             | 勝       | 6–4, 6–4                          |      |
| 馬德里大師賽 西班牙, 馬德里 ATP世界巡迴賽1000大師賽 室外泥地 2012年5月7日至5月13日                      | 1023 | 四強   | 揚科·蒂普薩雷維奇 / #8       | 勝       | 6–2, 6–3                          |      |
| 馬德里大師賽 西班牙, 馬德里 ATP世界巡迴賽1000大師賽 室外泥地 2012年5月7日至5月13日                      | 1024 | 決賽   | 托馬什·貝爾迪赫 / #7         | 勝(4)    | 3–6, 7–5, 7–5                     |      |
| 羅馬大師賽 意大利, 羅馬 ATP世界巡迴賽1000大師賽 室外泥地 2012年5月14日至5月20日                         | –    | 首圈   | 輪空                         | 輪空     | 輪空                              | 輪空 |
| 羅馬大師賽 意大利, 羅馬 ATP世界巡迴賽1000大師賽 室外泥地 2012年5月14日至5月20日                         | 1025 | 第二圈 | 卡洛斯·貝洛克 / #38          | 勝       | 6–3, 6–4                          |      |
| 羅馬大師賽 意大利, 羅馬 ATP世界巡迴賽1000大師賽 室外泥地 2012年5月14日至5月20日                         | 1026 | 第三圈 | 胡安·卡洛斯·费雷罗 / #47     | 勝       | 6–2, 5–7, 6–1                     |      |
| 羅馬大師賽 意大利, 羅馬 ATP世界巡迴賽1000大師賽 室外泥地 2012年5月14日至5月20日                         | 1027 | 八強   | 安德烈亞斯·塞皮 / #30        | 勝       | 6–1, 6–2                          |      |
| 羅馬大師賽 意大利, 羅馬 ATP世界巡迴賽1000大師賽 室外泥地 2012年5月14日至5月20日                         | 1028 | 四強   | 諾瓦克·喬科維奇 / #1         | 負       | 2–6, 6–7(4–7)                     |      |
| 法國網球公開賽 法國, 巴黎 大滿貫 室外泥地 2012年5月28日至6月10日                                        | 1029 | 首圈   | 托比亞斯·卡姆克 / #78        | 勝       | 6–2, 7–5, 6–3                     |      |
| 法國網球公開賽 法國, 巴黎 大滿貫 室外泥地 2012年5月28日至6月10日                                        | 1030 | 第二圈 | 阿德里安·烏格 / #92          | 勝       | 6–3, 6–2, 6–7(6–8), 6–3           |      |
| 法國網球公開賽 法國, 巴黎 大滿貫 室外泥地 2012年5月28日至6月10日                                        | 1031 | 第三圈 | 尼古拉·馬俞 / #89            | 勝       | 6–3, 4–6, 6–2, 7–5                |      |
| 法國網球公開賽 法國, 巴黎 大滿貫 室外泥地 2012年5月28日至6月10日                                        | 1032 | 十六強 | 大衛·高芬 / #109             | 勝       | 5–7, 7–5, 6–2, 6–4                |      |
| 法國網球公開賽 法國, 巴黎 大滿貫 室外泥地 2012年5月28日至6月10日                                        | 1033 | 八強   | 胡安·馬丁·德爾波特羅 / #9    | 勝       | 3–6, 6–7(4–7), 6–2, 6–0, 6–3      |      |
| 法國網球公開賽 法國, 巴黎 大滿貫 室外泥地 2012年5月28日至6月10日                                        | 1034 | 四強   | 諾瓦克·喬科維奇 / #1         | 負       | 4–6, 5–7, 3–6                     |      |
| 哈雷公開賽 德國, 哈雷 ATP世界巡迴賽250賽 室外草地 2012年6月11日至6月17日                                | –    | 首圈   | 輪空                         | 輪空     | 輪空                              | 輪空 |
| 哈雷公開賽 德國, 哈雷 ATP世界巡迴賽250賽 室外草地 2012年6月11日至6月17日                                | 1035 | 第二圈 | 弗洛里安·邁爾 / #29          | 勝       | 6–4, 7–5                          |      |
| 哈雷公開賽 德國, 哈雷 ATP世界巡迴賽250賽 室外草地 2012年6月11日至6月17日                                | 1036 | 八強   | 米洛斯·拉奧歷 / #21          | 勝       | 6–7(4–7), 6–4, 7–6(7–3)           |      |
| 哈雷公開賽 德國, 哈雷 ATP世界巡迴賽250賽 室外草地 2012年6月11日至6月17日                                | 1037 | 四強   | 米哈伊爾·尤日尼 / #31        | 勝       | 6–1, 6–4                          |      |
| 哈雷公開賽 德國, 哈雷 ATP世界巡迴賽250賽 室外草地 2012年6月11日至6月17日                                | 1038 | 決賽   | 托米·哈斯 / #87              | 負       | 6–7(5–7), 4–6                     |      |
| 溫布頓網球錦標賽 英國, 倫敦 大滿貫 室外草地 2012年6月25日至7月8日                                       | 1039 | 首圈   | 阿爾伯特·拉莫斯 / #43        | 勝       | 6–1, 6–1, 6–1                     |      |
| 溫布頓網球錦標賽 英國, 倫敦 大滿貫 室外草地 2012年6月25日至7月8日                                       | 1040 | 第二圈 | 法比奧·福尼尼 / #68          | 勝       | 6–1, 6–3, 6–2                     |      |
| 溫布頓網球錦標賽 英國, 倫敦 大滿貫 室外草地 2012年6月25日至7月8日                                       | 1041 | 第三圈 | 儒利安·貝內托 / #32          | 勝       | 4–6, 6–7(3–7), 6–2, 7–6(8–6), 6–1 |      |
| 溫布頓網球錦標賽 英國, 倫敦 大滿貫 室外草地 2012年6月25日至7月8日                                       | 1042 | 十六強 | 克薩維埃·馬利斯 / #75        | 勝       | 7–6(7–1), 6–1, 4–6, 6–3           |      |
| 溫布頓網球錦標賽 英國, 倫敦 大滿貫 室外草地 2012年6月25日至7月8日                                       | 1043 | 八強   | 米哈伊爾·尤日尼 / #33        | 勝       | 6–1, 6–2, 6–2                     |      |
| 溫布頓網球錦標賽 英國, 倫敦 大滿貫 室外草地 2012年6月25日至7月8日                                       | 1044 | 四強   | 諾華克·祖高域 / #1           | 勝       | 6–3, 3–6, 6–4, 6–3                |      |
| 溫布頓網球錦標賽 英國, 倫敦 大滿貫 室外草地 2012年6月25日至7月8日                                       | 1045 | 決賽   | 安迪·梅利 / #4               | 勝(5)    | 4–6, 7–5, 6–3, 6–4                |      |
| 奧林匹克運動會 英國, 倫敦 奧林匹克運動會 室外草地 2012年7月27日至8月5日                                 | 1046 | 首圈   | 亞歷杭德羅·法亞 / #51        | 勝       | 6–3, 5–7, 6–3                     |      |
| 奧林匹克運動會 英國, 倫敦 奧林匹克運動會 室外草地 2012年7月27日至8月5日                                 | 1047 | 第二圈 | 儒利安·貝內托 / #32          | 勝       | 6–2, 6–2                          |      |
| 奧林匹克運動會 英國, 倫敦 奧林匹克運動會 室外草地 2012年7月27日至8月5日                                 | 1048 | 第三圈 | 丹尼斯·伊斯托明 / #35        | 勝       | 7–5, 6–3                          |      |
| 奧林匹克運動會 英國, 倫敦 奧林匹克運動會 室外草地 2012年7月27日至8月5日                                 | 1049 | 八強   | 約翰·伊斯內爾 / #11          | 勝       | 6–4, 7–6(7–5)                     |      |
| 奧林匹克運動會 英國, 倫敦 奧林匹克運動會 室外草地 2012年7月27日至8月5日                                 | 1050 | 四強   | 胡安·馬丁·德爾波特羅 / #9    | 勝       | 3–6, 7–6(7–5), 19–17              |      |
| 奧林匹克運動會 英國, 倫敦 奧林匹克運動會 室外草地 2012年7月27日至8月5日                                 | 1051 | 決賽   | 安迪·梅利 / #4               | 負       | 2–6, 1–6, 4–6                     |      |
| 西南公開賽 美國, 辛辛那堤 ATP世界巡迴賽1000大師賽 室外硬地 2012年8月13日至8月19日                       | –    | 首圈   | 輪空                         | 輪空     | 輪空                              | 輪空 |
| 西南公開賽 美國, 辛辛那堤 ATP世界巡迴賽1000大師賽 室外硬地 2012年8月13日至8月19日                       | 1052 | 第二圈 | 阿列克斯·博戈莫洛夫 / #62    | 勝       | 6–3, 6–2                          |      |
| 西南公開賽 美國, 辛辛那堤 ATP世界巡迴賽1000大師賽 室外硬地 2012年8月13日至8月19日                       | 1053 | 第三圈 | 伯納德·托米奇 / #49          | 勝       | 6–2, 6–4                          |      |
| 西南公開賽 美國, 辛辛那堤 ATP世界巡迴賽1000大師賽 室外硬地 2012年8月13日至8月19日                       | 1054 | 八強   | 马尔迪·菲什 / #20            | 勝       | 6–3, 7–6(7–4)                     |      |
| 西南公開賽 美國, 辛辛那堤 ATP世界巡迴賽1000大師賽 室外硬地 2012年8月13日至8月19日                       | 1055 | 四強   | 斯坦·瓦夫林卡 / #26          | 勝       | 7–6(7–4), 6–3                     |      |
| 西南公開賽 美國, 辛辛那堤 ATP世界巡迴賽1000大師賽 室外硬地 2012年8月13日至8月19日                       | 1056 | 決賽   | 諾瓦克·喬科維奇 / #2         | 勝(6)    | 6–0, 7–6(9–7)                     |      |
| 美國網球公開賽 美國, 紐約 大滿貫 室外硬地 2012年8月27日至9月9日                                         | 1057 | 首圈   | 唐納德·揚 / #81              | 勝       | 6–3, 6–2, 6–4                     |      |
| 美國網球公開賽 美國, 紐約 大滿貫 室外硬地 2012年8月27日至9月9日                                         | 1058 | 第二圈 | 比約恩·法烏 / #83            | 勝       | 6–2, 6–3, 6–2                     |      |
| 美國網球公開賽 美國, 紐約 大滿貫 室外硬地 2012年8月27日至9月9日                                         | 1059 | 第三圈 | 費爾南多·貝爾達斯科 / #26    | 勝       | 6–3, 6–4, 6–4                     |      |
| 美國網球公開賽 美國, 紐約 大滿貫 室外硬地 2012年8月27日至9月9日                                         | –    | 十六強 | 马尔迪·菲什 / #25            | 不戰而勝 | 不適用                            |      |
| 美國網球公開賽 美國, 紐約 大滿貫 室外硬地 2012年8月27日至9月9日                                         | 1060 | 八強   | 托馬什·貝爾迪赫 / #7         | 負       | 6–7(1–7), 4–6, 6–3, 3–6           |      |
| 台維斯盃世界組附加賽﹕ · 瑞士 對 荷蘭 · 荷蘭, 阿姆斯特丹 · 台維斯盃 · 室外泥地 · 2012年9月14日至9月16日 | 1061 | 小組賽 | 蒂莫·德·巴克 / #159          | 勝       | 6–3, 6–4, 6–4                     |      |
| 台維斯盃世界組附加賽﹕ · 瑞士 對 荷蘭 · 荷蘭, 阿姆斯特丹 · 台維斯盃 · 室外泥地 · 2012年9月14日至9月16日 | 1062 | 小組賽 | 羅賓·哈塞 / #50              | 勝       | 6–1, 6–4, 6–4                     |      |
| 上海勞力士大師賽 中國, 上海 ATP世界巡迴賽1000大師賽 室外硬地 2012年10月8日至10月14日                    | –    | 首圈   | 輪空                         | 輪空     | 輪空                              | 輪空 |
| 上海勞力士大師賽 中國, 上海 ATP世界巡迴賽1000大師賽 室外硬地 2012年10月8日至10月14日                    | 1063 | 第二圈 | 盧彥勳 / #62                 | 勝       | 6–3, 7–5                          |      |
| 上海勞力士大師賽 中國, 上海 ATP世界巡迴賽1000大師賽 室外硬地 2012年10月8日至10月14日                    | 1064 | 第三圈 | 斯坦·瓦夫林卡 / #17          | 勝       | 4–6, 7–6(7–4), 6–0                |      |
| 上海勞力士大師賽 中國, 上海 ATP世界巡迴賽1000大師賽 室外硬地 2012年10月8日至10月14日                    | 1065 | 八強   | 馬林·契利奇 / #16            | 勝       | 6–3, 6–4                          |      |
| 上海勞力士大師賽 中國, 上海 ATP世界巡迴賽1000大師賽 室外硬地 2012年10月8日至10月14日                    | 1066 | 四強   | 安迪·穆雷 / #3               | 負       | 4–6, 4–6                          |      |
| 大衛杜夫瑞士室內賽 瑞士, 巴塞爾 ATP世界巡迴賽500賽 室內硬地 2012年10月22日至10月28日                    | 1067 | 首圈   | 班傑明·貝克爾 / #83          | 勝       | 7–5, 6–3                          |      |
| 大衛杜夫瑞士室內賽 瑞士, 巴塞爾 ATP世界巡迴賽500賽 室內硬地 2012年10月22日至10月28日                    | 1068 | 第二圈 | 托馬斯·貝魯奇 / #34          | 勝       | 6–3, 6–7(6–8), 7–5                |      |
| 大衛杜夫瑞士室內賽 瑞士, 巴塞爾 ATP世界巡迴賽500賽 室內硬地 2012年10月22日至10月28日                    | 1069 | 八強   | 伯諾瓦·帕爾雷 / #46          | 勝       | 6–2, 6–2                          |      |
| 大衛杜夫瑞士室內賽 瑞士, 巴塞爾 ATP世界巡迴賽500賽 室內硬地 2012年10月22日至10月28日                    | 1070 | 四強   | 保羅-亨利·馬蒂厄 / #101      | 勝       | 7–5, 6–4                          |      |
| 大衛杜夫瑞士室內賽 瑞士, 巴塞爾 ATP世界巡迴賽500賽 室內硬地 2012年10月22日至10月28日                    | 1071 | 決賽   | 胡安·馬丁·德爾波特羅 / #8    | 負       | 4–6, 7–6(7–5), 6–7(3–7)           |      |
| ATP世界巡迴賽總決賽 英國, 倫敦 ATP世界巡迴賽總決賽 室內硬地 2012年11月5日至11月12日                     | 1072 | 小組賽 | 揚科·蒂普薩雷維奇 / #9       | 勝       | 6–3, 6–1                          |      |
| ATP世界巡迴賽總決賽 英國, 倫敦 ATP世界巡迴賽總決賽 室內硬地 2012年11月5日至11月12日                     | 1073 | 小組賽 | 大卫·费雷尔 / #5             | 勝       | 6–4, 7–6(7–5)                     |      |
| ATP世界巡迴賽總決賽 英國, 倫敦 ATP世界巡迴賽總決賽 室內硬地 2012年11月5日至11月12日                     | 1074 | 小組賽 | 胡安·馬丁·德爾波特羅 / #7    | 負       | 6–7(3–7), 6–4, 3–6                |      |
| ATP世界巡迴賽總決賽 英國, 倫敦 ATP世界巡迴賽總決賽 室內硬地 2012年11月5日至11月12日                     | 1075 | 四強   | 安迪·梅利 / #3               | 勝       | 7–6(7–5), 6–2                     |      |
| ATP世界巡迴賽總決賽 英國, 倫敦 ATP世界巡迴賽總決賽 室內硬地 2012年11月5日至11月12日                     | 1076 | 決賽   | 諾華克·祖高域 / #1           | 負       | 6–7(6–8), 5–7                     |      |

### 雙打
| 賽事 | 賽數 | 輪數   | 拍檔        | 對手及其排名                          | 結果 | 比分               |
| 台維斯盃世界組首圈﹕ · 瑞士 對 美国 · 瑞士, 弗里堡 · 台維斯盃 · 室內泥地 · 2012年2月10日至2月12日       | 197  | 小組賽 | 斯坦·瓦林卡 | 迈克·布赖恩 / #1 马尔迪·菲什 / #118   | 負   | 6–4, 3–6, 3–6, 3–6 |
| 奧林匹克運動會 英國, 倫敦 室外草地 2012年7月27日至8月5日                                                | 198  | 首圈   | 斯坦·瓦林卡 | 錦織圭 / #290 添田豪 / #337           | 勝   | 6–7(5–7), 6–4, 6–4 |
| 奧林匹克運動會 英國, 倫敦 室外草地 2012年7月27日至8月5日                                                | 199  | 第二圈 | 斯坦·瓦林卡 | 乔纳森·埃利希 / #44 安迪·拉姆 / #45   | 負   | 6–1, 6–7(5–7), 3–6 |
| 台維斯盃世界組附加賽﹕ · 瑞士 對 荷蘭 · 荷蘭, 阿姆斯特丹 · 台維斯盃 · 室外泥地 · 2012年9月14日至9月16日 | 200  | 小組賽 | 斯坦·瓦林卡 | 羅賓·哈塞 / #116 讓-儒利安·路查 / #17 | 負   | 4–6, 2–6, 7–5, 3–6 |

## 賽程安排

### 單打
下表為費達拿2012年的單打賽程﹕
| 日期                           | 賽事名稱                              | 地點               | 賽事等級                | 球場類型     | 上屆成績     | 上屆積分 | 獲得積分 | 結果                                                 |
| ------------------------------ | ------------------------------------- | ------------------ | ----------------------- | ------------ | ------------ | -------- | -------- | ---------------------------------------------------- |
| 2012年1月2日– 2012年1月7日     | 卡達公開賽                            | 卡塔爾, 多哈       | ATP世界巡迴賽250賽      | 硬地         | 冠軍         | 250      | 90       | 四強前因傷退出 (對若-威爾弗里德·特松加)              |
| 2012年1月16日– 2012年1月29日   | 澳洲網球公開賽                        | 澳洲, 墨爾本       | 大滿貫                  | 硬地         | 四強         | 720      | 720      | 四強 (敗給拉斐爾·拿度, 7–6(7–5), 2–6, 6–7(5–7), 4–6) |
| 2012年2月10日– 2012年2月12日   | 台維斯盃世界組首圈﹕ · 瑞士 對 美国   | 瑞士, 弗里堡       | 台維斯盃                | 室內泥地     | 不適用       | 不適用   | 10       | 美国 擊敗 瑞士, 5–0 · 瑞士要通過附加賽護級           |
| 2012年2月13日– 2012年2月19日   | 荷蘭銀行世界賽                        | 荷蘭, 鹿特丹       | ATP世界巡迴賽500賽      | 室內硬地     | 缺席         | 不適用   | 500      | 冠軍 (擊敗胡安·馬丁·德爾波特羅, 6–1, 6–4)            |
| 2012年2月27日– 2012年3月3日    | 杜拜網球錦標賽                        | 阿聯酋, 杜拜       | ATP世界巡迴賽500賽      | 硬地         | 決賽         | 300      | 500      | 冠軍 (擊敗安迪·梅利, 7–5, 6–4)                       |
| 2012年3月12日– 2012年3月18日   | 印第安維爾斯大師賽                    | 美國, 印第安維爾斯 | ATP世界巡迴賽1000大師賽 | 硬地         | 四強         | 360      | 1000     | 冠軍 (擊敗約翰·伊斯內爾, 7–6(9–7), 6–3)              |
| 2012年3月19日– 2012年4月1日    | 邁阿密大師賽                          | 美國, 邁阿密       | ATP世界巡迴賽1000大師賽 | 硬地         | 四強         | 360      | 45       | 第三圈 (敗給安迪·羅迪克, 6–7(4–7), 6–1, 4–6)         |
| 2012年4月16日– 2012年4月22日   | 蒙地卡羅大師賽                        | 摩納哥, 蒙地卡羅   | ATP世界巡迴賽1000大師賽 | 泥地         | 八強         | 180      | 不適用   | 缺席                                                 |
| 2012年5月7日– 2012年5月13日    | 馬德里大師賽                          | 西班牙, 馬德里     | ATP世界巡迴賽1000大師賽 | 泥地         | 四強         | 360      | 1000     | 冠軍 (擊敗托馬什·貝爾迪赫, 3–6, 7–5, 7–5)            |
| 2012年5月14日– 2012年5月20日   | 羅馬大師賽                            | 意大利, 羅馬       | ATP世界巡迴賽1000大師賽 | 泥地         | 十六強       | 90       | 360      | 四強 (敗給諾華克·祖高域, 2–6, 6–7(4–7))              |
| 2012年5月28日– 2012年6月10日   | 法國網球公開賽                        | 法國, 巴黎         | 大滿貫                  | 泥地         | 決賽         | 1200     | 720      | 四強 (敗給諾華克·祖高域, 4–6, 5–7, 3–6)              |
| 2012年6月11日– 2012年6月17日   | 哈雷公開賽                            | 德國, 哈雷         | ATP世界巡迴賽250賽      | 草地         | 缺席         | 不適用   | 150      | 決賽 (敗給托米·哈斯, 6–7(5–7), 4–6)                  |
| 2012年6月25日– 2012年7月8日    | 溫布頓網球錦標賽                      | 英國, 溫布頓       | 大滿貫                  | 草地         | 八強         | 360      | 2000     | 冠軍 (擊敗安迪·梅利, 4–6, 7–5, 6–3, 6–4)             |
| 2012年7月27日– 2012年8月5日    | 奧林匹克運動會                        | 英國, 倫敦         | 奧林匹克運動會          | 草地         | 不適用       | 不適用   | 450      | 決賽 (敗給安迪·梅利, 2–6, 1–6, 4–6)                  |
| 2012年8月6日– 2012年8月12日    | 加拿大大師賽                          | 加拿大, 多倫多     | ATP世界巡迴賽1000大師賽 | 硬地         | 十六強       | 90       | 0        | 退出                                                 |
| 2012年8月13日– 2012年8月19日   | 西南公開賽                            | 美國, 辛辛那堤     | ATP世界巡迴賽1000大師賽 | 硬地         | 八強         | 180      | 1000     | 冠軍 (擊敗諾華克·祖高域, 6–0, 7–6(9–7))              |
| 2012年8月27日– 2012年9月9日    | 美國網球公開賽                        | 美國, 紐約         | 大滿貫                  | 硬地         | 四強         | 720      | 360      | 八強 (敗給托馬什·貝爾迪赫, 6–7(1–7), 4–6, 6–3, 3–6)  |
| 2012年9月14日– 2012年9月16日   | 台維斯盃世界組附加賽﹕ · 瑞士 對 荷蘭 | 荷蘭, 阿姆斯特丹   | 台維斯盃                | 泥地         | 勝           | 15       | 15       | 瑞士 擊敗 荷蘭, 3–2 · 瑞士成功保住下季正賽席位       |
| 2012年10月8日– 2012年10月14日  | 上海大師賽                            | 中國, 上海         | ATP世界巡迴賽1000大師賽 | 硬地         | 缺席         | 0        | 360      | 四強 (敗給安迪·梅利, 4–6, 4–6)                       |
| 2012年10月22日– 2012年10月28日 | 大衛杜夫瑞士室內賽                    | 瑞士, 巴塞爾       | ATP世界巡迴賽500賽      | 室內硬地     | 冠軍         | 500      | 300      | 決賽 (敗給胡安·馬丁·德爾波特羅, 4–6, 7–67–5, 6–73–7) |
| 2012年10月29日– 2012年11月4日  | 巴黎大師賽                            | 法國, 巴黎         | ATP世界巡迴賽1000大師賽 | 室內硬地     | 冠軍         | 1000     | 0        | 退出                                                 |
| 2012年11月5日– 2012年11月12日  | ATP年終賽                             | 英國, 倫敦         | ATP世界巡迴賽總決賽     | 室內硬地     | 冠軍         | 1500     | 800      | 決賽 (敗給諾華克·祖高域, 6–7(6–8), 5–7)              |
| 全年所獲積分                   | 全年所獲積分                          | 全年所獲積分       | 全年所獲積分            | 全年所獲積分 | 全年所獲積分 | 8170     | 10265    | ▲ 2095 分差                                          |

### 雙打
| 日期                         | 賽事名稱                              | 地點               | 賽事等級                | 球場類型     | 上屆成績     | 上屆積分 | 獲得積分 | 結果                                           |
| ---------------------------- | ------------------------------------- | ------------------ | ----------------------- | ------------ | ------------ | -------- | -------- | ---------------------------------------------- |
| 2012年2月10日– 2012年2月12日 | 台維斯盃世界組首圈﹕ · 瑞士 對 美国   | 瑞士, 弗里堡       | 台維斯盃                | 室內泥地     | N/A          | N/A      | 10       | 美国 擊敗 瑞士, 5–0 · 瑞士要通過附加賽護級     |
| 2012年3月12日– 2012年3月18日 | 印第安維爾斯大師賽                    | 美國, 印第安維爾斯 | ATP世界巡迴賽1000大師賽 | 硬地         | 決賽         | 600      | N/A      | 沒有參加                                       |
| 2012年7月27日– 2012年8月5日  | 奧林匹克運動會                        | 英國, 倫敦         | 奧林匹克運動會          | 草地         | N/A          | N/A      | 0        | 第二圈 (敗給埃利希 / 拉姆, 6–1, 6–7(5–7), 3–6) |
| 2012年9月14日– 2012年9月16日 | 台維斯盃世界組附加賽﹕ · 瑞士 對 荷蘭 | 荷蘭, 阿姆斯特丹   | 台維斯盃                | 泥地         | 勝           | 0        | 0        | 瑞士 擊敗 荷蘭, 3–2 · 瑞士成功保住下季正賽席位 |
| 全年所獲積分                 | 全年所獲積分                          | 全年所獲積分       | 全年所獲積分            | 全年所獲積分 | 全年所獲積分 | 600      | 10       | ▼ 590 分差                                     |

## 年度記錄

### 對戰總匯
費達拿在2012年賽季錄得71勝12負的戰績（勝率為85.54%），對戰世界排名前十名的選手記錄則是16勝9負（勝率為64%）。以下為全年對戰總記錄﹕
- 胡安·馬丁·德爾波特羅 6–2
- 米洛斯·拉奧歷 3–0
- 安迪·梅利 3–2
- 米哈伊爾·尤茲尼 3–0
- 托馬斯·貝魯奇 2–0
- 儒利安·貝內托 2–0
- 尼古莱·达维登科 2–0
- 大衛·費拿 2–0
- 尼古拉·馬俞 2–0
- 安德烈亞斯·塞皮 2–0
- 揚科·蒂普薩雷維奇 2–0
- 伯納德·托米奇 2–0
- 斯坦·瓦林卡 2–0
- 約翰·伊斯內爾 2–1
- 諾華克·祖高域 2–3
- 蒂莫·德·巴克 1–0
- 班傑明·貝克爾 1–0
- 卡洛斯·貝洛克 1–0
- 阿列克斯·博戈莫洛夫 1–0
- 馬林·契利奇 1–0
- 亞歷杭德羅·法亞 1–0
- 胡安·卡洛斯·费雷罗 1–0
- 马尔迪·菲什 1–0
- 法比奧·福尼尼 1–0
- 里夏爾·加斯凱 1–0
- 大衛·高芬 1–0
- 羅賓·哈塞 1–0
- 瑞恩·哈里森 1–0
- 丹尼斯·伊斯托明 1–0
- 托比亞斯·卡姆克 1–0
- 伊沃·卡洛維奇 1–0
- 丹尼斯·庫德拉 1–0
- 亞歷山大·古德亞夫謝夫（英语：Alexander Kudryavtsev） 1–0
- 米卡埃尔·洛德拉 1–0
- 費利西亞諾·洛佩斯 1–0
- 盧彥勳 1–0
- 克薩維埃·馬利斯 1–0
- 保羅-亨利·馬蒂厄 1–0
- 弗洛里安·邁爾 1–0
- 亞爾科·涅米寧 1–0
- 伯諾瓦·帕爾雷 1–0
- 比約恩·法烏 1–0
- 阿爾伯特·拉莫斯 1–0
- 阿德里安·烏格 1–0
- 費爾南多·貝爾達斯科 1–0
- 唐納德·揚 1–0
- 格雷加·澤姆賈 1–0
- 托馬什·貝爾迪赫 1–1
- 拉斐爾·拿度 1–1
- 托米·哈斯 0–1
- 安迪·羅迪克 0–1

### 決賽

#### 單打﹕10 (6–4)
| 賽事系列                       |
| ------------------------------ |
| 大滿貫賽事 (1–0)               |
| 奧林匹克運動會 (0–1)           |
| 世界巡迴總決賽（年終賽） (0–1) |
| 世界巡迴大師賽 1000 (3–0)      |
| 世界巡迴賽 500 (2–1)           |
| 世界巡迴賽 250 (0–1)           |

| 依場地性質分類 |
| -------------- |
| 硬地 (4–2)     |
| 泥地 (1–0)     |
| 草地 (1–2)     |

| 依室內外分類 |
| ------------ |
| 室外 (5–2)   |
| 室內 (1–2)   |

| 結果 | No. | 日期           | 賽事                               | 場地     | 決賽對手             | 決賽比分                |
| ---- | --- | -------------- | ---------------------------------- | -------- | -------------------- | ----------------------- |
| 冠軍 | 71. | 2012年2月19日  | 荷蘭鹿特丹荷蘭銀行世界賽 (2)       | 室內硬地 | 胡安·馬丁·德爾波特羅 | 6–1, 6–4                |
| 冠軍 | 72. | 2012年3月3日   | 阿聯酋杜拜Duty Free男子賽 (5)      | 硬地     | 安迪·梅利            | 7–5, 6–4                |
| 冠軍 | 73. | 2012年3月18日  | 美國印第安維爾斯大師賽 (4)         | 硬地     | 約翰·伊斯內爾        | 7–6(9–7), 6–3           |
| 冠軍 | 74. | 2012年5月13日  | 西班牙馬德里大師賽 (3)             | 藍土     | 托馬什·貝爾迪赫      | 3–6, 7–5, 7–5           |
| 亞軍 | 31. | 2012年6月17日  | 德國哈雷網球賽 (2)                 | 草地     | 托米·哈斯            | 6–7(5–7), 4–6           |
| 冠軍 | 75. | 2012年7月8日   | 英國溫布頓網球錦標賽（溫布頓） (7) | 草地     | 安迪·梅利            | 4–6, 7–5, 6–3, 6–4      |
| 亞軍 | 32. | 2012年8月5日   | 英國倫敦奧運會                     | 草地     | 安迪·梅利            | 2–6, 1–6, 4–6           |
| 冠軍 | 76. | 2012年8月19日  | 美國辛辛那堤大師賽 (5)             | 硬地     | 諾華克·祖高域        | 6–0, 7–6(9–7)           |
| 亞軍 | 33. | 2012年10月28日 | 瑞士大衞杜夫瑞士室內賽 (4)         | 室內硬地 | 胡安·馬丁·德爾波特羅 | 4–6, 7–6(7–5), 6–7(3–7) |
| 亞軍 | 34. | 2012年11月12日 | 英國倫敦ATP年終賽 (2)              | 室內硬地 | 諾華克·祖高域        | 6–7(6–8), 5–7           |

### 獎金
| 賽事                     | 獎金       | 年度累積獎金 |
| ------------------------ | ---------- | ------------ |
| 卡達公開賽               | $50,030    | $50,030      |
| 澳洲網球公開賽           | A$437,000  | $500,882     |
| 荷蘭鹿特丹荷蘭銀行世界賽 | €290,550   | $884,205     |
| 杜拜網球錦標賽           | $409,170   | $1,293,375   |
| 印第安維爾斯公開賽       | $1,000,000 | $2,293,375   |
| 邁阿密大師賽             | $23,210    | $2,316,585   |
| 馬德里大師賽             | €585,800   | $3,082,343   |
| 羅馬大師賽               | €113,580   | $3,229,009   |
| 法國網球公開賽           | €310,000   | $3,629,312   |
| 哈雷公開賽               | €63,105    | $3,696,441   |
| 溫布頓網球錦標賽         | £1,150,000 | $5,488,141   |
| 西南公開賽               | $535,600   | $6,023,741   |
| 美國網球公開賽           | $237,500   | $6,261,241   |
| 上海大師賽               | $165,210   | $6,426,451   |
| 大衛杜夫瑞士室內賽       | €152,350   | $6,624,842   |
| ATP世界巡迴賽總決賽      | $800,000   | $7,424,842   |
| 總計                     | 總計       | $7,424,842   |

不同賽事獎金單位不同，無特別說明均以美元為單位。

### 獲獎
- 艾特堡運動精神獎[55] （連續第二年兼第八次獲獎）
- ATP最受歡迎球員獎（單打）[55] （連續十年獲獎）